# Karl Hartog
Karl Ernst Gisbert Wilhelm Hartog (* 3. April 1843 in Hamm; † 1. März 1910) war ein preußischer Generalleutnant.

## Leben

### Herkunft
Karl war ein Sohn des preußischen Appellationsrates Ehrenhold Hartog († 1879) und dessen Ehefrau Caroline, geborene von Khaynach († 1844).

### Militärkarriere
Nach seiner Erziehung im elterlichen Hause und dem Besuch des Gymnasiums in seiner Heimatstadt trat Hartog am 2. September 1860 als Dreijährig-Freiwilliger in das Niederrheinische Füsilier-Regiment (Nr. 39) der Preußischen Armee ein. Bis Mitte Februar 1862 avancierte er zum Sekondeleutnant und war von Oktober 1864 bis März 1865 zu Ausbildungszwecken zur Zentralturnanstalt kommandiert.
Bei der Mobilmachung anlässlich des Deutschen Krieges wurde Hartog am 20. Mai 1866 dem Ersatz-Bataillon seines Regiments zugeordnet und ab 12. Juni 1866 vorläufig auf ein Jahr zur Dienstleistung als Erzieher im Kadettenhaus Culm kommandiert. Dieses Kommando verlängerte sich, bis man er am 10. April 1869 als Lehrer zum Kadettenhaus Bensberg kommandiert wurde. Hartog stieg Anfang Dezember 1869 zum Premierleutnant auf. Nachdem man ihn am 20. Juni 1871 von diesem Kommando entbunden hatte, trat er in den Truppendienst zu seinem Stammregiment zurück. Unter Beförderung zum Hauptmann und Stellung à la suite seines Regiments wurde Hartog am 24. Oktober 1872 als Kompaniechef erneut zum Kadettenhaus Bensberg kommandiert. Mit der Ernennung zum Chef der 10. Kompanie im Leib-Grenadier-Regiment (1. Brandenburgisches) Nr. 8 erfolgte am 4. November 1879 seine Versetzung nach Landsberg an der Warthe. Als überzähliger Major wurde Hartog am 14. April 1885 dem Regiment aggregiert und am 22. März mit Wirkung vom 1. April 1887 zum Kommandeur des I. Bataillons im neuformierten Infanterie-Regiment Nr. 136 in Dieuze ernannt. Daran schloss sich ab Mitte April 1889 eine Verwendung als Kommandeur des Kadettenhauses in Potsdam an und er avancierte Mitte November des Folgejahres zum Oberstleutnant.
Mit der Beförderung zum Oberst wurde Hartog am 17. Juni 1893 Kommandeur des 3. Magdeburgischen Infanterie-Regiments Nr. 66 und anlässlich des Ordensfestes im Januar 1887 mit dem  Kronen-Orden II. Klasse ausgezeichnet. Am 22. März 1897 erfolgte seine Beförderung zum Generalmajor und mit Wirkung zum 1. April 1897 die Ernennung zum Kommandeur der neuaufgestellten 76. Infanterie-Brigade in Magdeburg. In dieser Stellung wurde ihm im September 1898 der Rote Adlerorden II. Klasse mit Eichenlaub verliehen und er erhielt im Juli 1899 die Erlaubnis zur Annahme des Komturkreuzes I. Klasse des Herzoglich Sachsen-Ernestinischen Hausordens. In Genehmigung seines Abschiedsgesuches wurde Hartog am 13. September 1899 unter Verleihung des Charakters als Generalleutnant mit Pension zur Disposition gestellt.

### Familie
Hartog hatte sich am 30. September 1873 in Hamm mit Sophie Sipmann († 1898) verheiratet. Aus der Ehe ging der Sohn Friedrich (* 1876) hervor, der ebenfalls eine Offizierslaufbahn in der Preußischen Armee einschlug und zum Oberstleutnant aufstieg.